# ناحية خفسة
ناحية خفسة إحدى نواحي سوريا تتبع إداريّاً لمحافظة حلب منطقة منبج ومركزها بلدة خفسة، بلغ تعداد سكان الناحية 92,368 نسمة حسب التعداد السكاني لعام 2004.

## بلدات وقرى ناحية خفسة
عباجة، أبو حنايا، أبو مقبرة، العاجوزية، الخفسة، عشيني، عطيرة، عطشانة جب ميري، أربعة كبيرة، عارودة كبير، الدروبية كبيرة، رسم الخميس شرقي كبير، حبوبة كبيرة، جراح كبير، معرضة كبيرة، قبب كبير، رسم الحرمل الكبير، شعيب الحمر كبير، دخيرة، دريسية، غديني، حديدي، جفر منصور، جناة سلامة، جديدة الحمر، جديدة مسطاحة، جب الحمام مسطاحة، جب حمد الشلال، جب خميس، جب ماضي، جب قهوة، جفيرة غزال، الكسرة، خان الحمر، خربة برغوث، خربة الخذراف، خربة سلامة، خربة شهاب، خفية الحمر، الكيصومة، كيارية، لالة محمد، عارودة صغيرة، حبوبة صغيرة، قبب صغير، رسم الخميس غربي صغير، المحسنة، مجمع مباقر، المعمورة، مشرفة قرب، مزيونة الحمر، مزيونة الجابري، جب أبيض شمالي، قصر هدلة، قصر سلوم، رأس العين حمر، رسم عبود جفتلك، رسم الأحمر، رسم الحمام ميري، رسم الجيس، رسم المسطاحة، رمانة، شجرة، شاش حمدان، شيخ أبيض، سخني، تبارة كلش، تل عاكولة، تل عابر، تل أسود، تل حسان، تلحوذان، أم عدسة خليلية، أم رسوم، أم تينة، الناصرية فوقاني، العريضية، الهلال، خفسة صغيرة، رسم العبد مسطاحة، رسم الفالح، طرق علي، عين الجاموس، محطة الحسان، وادي ملقاف، مشرفة عبد الكريم.